# Vulpe palidă
Vulpea palidă (Vulpes pallida), numită și vulpe de nisip, este o specie de vulpe găsită în fâșia Sahel. Este una dintre cele mai puțin studiate dintre toate speciile de canide, în parte din cauza comportamentului său nocturn și blănii sale nisipie care se amestecă bine cu habitatul său nisipos.

## Taxonomie
Există cinci subspecii descrise, dar nu există destule date pentru a determina validitatea acestora:
- Vulpes pallida pallida Cretzschmar, 1826[2]
- V. p. cyrenaica Festa, 1921[2]
- V. p. edwardsi Rochebrune, 1883[2]
- V. p. harterti Thomas și Hinton, 1921[2]
- V. p. oertzeni Matschie, 1910[2]

## Descriere
Vulpea palidă are o lungime a capului și a corpului de 38–47,5 cm, picioare subțiri și o buză îngustă. Blana este în general de un nisipiu pal care devine alb către abdomen. Coada sa stufoasă de 17-23 cm este maro-roșcată și neagră la vârf, iar mustățile sale sunt lungi. Este un canid mic cu masa variind la 1,0–3,6 kg. Urechile au lungimea de 55–71 mm, sunt rotunjite la vârf, albe în interior și maro-roșcate în exterior. Ochii sunt înconjurați de câte un inel închis la culoare. Blana este realtiv scurtă și subțire. Are molari de sus bine-dezvoltați, potriviți pentru dieta sa.

## Răspândire și habitat
Această specie trăiește în Sahel, regiunile semiaride de la sudul Deșertului Sahara. Este prezentă în Benin, Burkina Faso, Camerun, Ciad, Eritreea, Etiopia, Gambia, Mali, Mauritania, Niger, Nigeria, Senegal, Sudanul de Sud și Sudan. Trăiește în deșerturi și semideșerturi pietroase, nisipoase și uscate și în savane. Se poate găsi aproape de terenuri cultivate.

## Ecologie
Este rezistentă la căldură, dar nu poate suporta condiții complete fără apă. Speranța de viață în captivitate este de 4–16 ani; un mascul a supraviețuit în captivitate 16 ani.

## Comportament
Trăiește în grupuri mici. În timpul zilei se odihnește în vizuini care se pot extinde până la 10–15 metri lungime și coborî până la 2–3 metri adâncime, iar pe la crepuscul se duce să caute hrană.

## Dietă
Se hrănește cu plante, fructe de pădure, rozătoare, păsări, reptile, ouă și insecte.

## Reproducere
Perioada de gestație durează cam 7–8 săptămâni, iar după terminarea sa sunt născuți vreo 3–6 pui fiecare cu masa de 50–100 g. Puii sunt înțărcați pe la 6–8 săptămâni. Numărul cromozomilor nu este cunoscut. În Niger, sezonul de reproducere durează din aprilie până în iunie, înainte de sezonul ploios; o femelă a născut în captivitate 4 pui în iunie.

## Stare de conservare
Deși abundența vulpii palide este necunoscută, este comună în unele zone din arealul său, dar în cele mai multe este rareori înregistrată. Nu au fost identificate amenințări deosebite, deși specimene de vulpe palidă sunt uneori vânate deoarece omoară păsări de curte, iar uneori sunt omorâte de vehicule. Este posibil să fie prezentă în câteva arii protejate. Uniunea Internațională pentru Conservarea Naturii o clasifică drept specie neamenințată cu dispariția.